# Sebastian Holmén
Rasmus Sebastian Holmén, född 29 april 1992, är en svensk fotbollsspelare som spelar för IF Elfsborg. Han är yngre bror till tidigare landslagsmittfältaren Samuel Holmén.

## Klubbkarriär

### Elfsborg
Holmén kom till IF Elfsborg som 14-åring. Han gjorde sin debut i Allsvenskan den 22 april 2013 mot Djurgårdens IF som inhoppare för skadade Jon Jönsson. Den 30 januari 2014 förlängde Holmén sitt kontrakt med Elfsborg med tre år.

### Dynamo Moskva
I februari 2016 värvades Holmén av ryska Dynamo Moskva.

### Willem II
Den 24 juli 2019 värvades Holmén av nederländska Willem II, där han skrev på ett tvåårskontrakt.

### Çaykur Rizespor
Den 30 juni 2021 värvades Holmén av turkiska Çaykur Rizespor, där han skrev på ett tvåårskontrakt.

### Återkomst i Elfsborg
Den 11 juli 2022 blev Holmén klar för en återkomst i IF Elfsborg, där han skrev på ett kontrakt som sträcker sig över säsongen 2026.

## Landslagskarriär
I maj 2013 blev Holmén för första gången uttagen i Sveriges U21-landslag till matcherna mot Schweiz och Kuba U20.
Holmén debuterade i Sveriges A-landslag den 15 januari 2015 i en vinstmatch mot Elfenbenskusten (2–0), där han byttes in i den 89:e minuten mot Johan Mårtensson.